# Tassy Klára
Tassy Klára (Eigel Istvánné) (Békés, 1922. január 30. – Budapest, 2001. július 24.) magyar festő-, képző- és iparművész. Férje, Eigel István (1922–2000) festőművész volt.

## Életpályája
1942-ben a Békési Gimnáziumban érettségizett. 1941–1948 között a Budapesti Képzőművészeti Főiskola hallgatója volt, ahol Rudnay Gyula és Bernáth Aurél oktatta. 1943-ban Nagybányán járt. 1945-ben a tápiószelei művésztelepen dolgozott. 1951-től volt kiállító művész. 1951–1954 között Badacsonyörsön dolgozott. 1954-ben Vörösberény városában tevékenykedett. 1956-ban a sárospataki telepen volt képzőművész. 1957-ig oktatott. 1957-től Nagymaroson és Hódmezővásárhelyen dolgozott. 1960-tól a Százados úti művésztelep tagja volt.
Budapesten élt, nyaralójuk volt Balatonfüreden, s e táj ihlető hatással volt művészetére. A festészeten kívül gobelin-tervezéssel is foglalkozott. Korai festményeit a lírai hangvétel jellemezte. Festményei és gobelinjei fő témája a természet volt. A lét- és nemlét kérdései, az élet keletkezése, az ember és világa, az űrkérdések foglalkoztatták.

## Kiállításai

### Egyéni
- 1951, 1957, 1965, 1981 Budapest
- 1970 Hajdúszoboszló
- 1971-1972 Békés, Békéscsaba, Gyula
- 1977 Veszprém, Tápiószele
- 1980 Keszthely
- 1986 Székesfehérvár
- 1995 Balatonfüred
- 1998 Ábrahámhegy

### Válogatott, csoportos
- 1957, 1959-től, 1978, 1985 Budapest
- 1961, 1965 Miskolc
- 1966 Velence
- 1967-1968 Koppenhága